# Careste presso Sarsina
Careste presso Sarsina este o arie protejată (arie specială de conservare — SAC, sit de importanță comunitară — SCI) din Italia întinsă pe o suprafață de 507 ha, integral pe uscat.

## Localizare
Centrul sitului Careste presso Sarsina este situat la coordonatele 43°56′23″N 12°06′19″E / 43.939722°N 12.105278°E.

## Înființare
Situl Careste presso Sarsina a fost declarat sit de importanță comunitară în decembrie 1995 pentru a proteja 1 specie de plante și 25 de specii de animale. Situl a fost protejat și ca arie specială de conservare în martie 2019.

## Biodiversitate
Situată în ecoregiunea continentală, aria protejată conține 11 habitate naturale: Ape puternic oligomezotrofe cu vegetație bentonică cu Chara spp., Formațiuni de Juniperus communis pe lande sau pajiști calcaroase, Păduri de stejar alb estice, Păduri de Castanea sativa, Matorral arborescenți cu Juniperus spp., Râuri de munte și vegetația lor lemnoasă cu Salix elaeagnos, Pajiști cu Molinia pe soluri calcaroase, turboase sau argilos-nămoloase (Molinion caeruleae), Pajiști uscate seminaturale și facies de acoperire cu tufișuri pe substraturi calcaroase (Festuco-Brometalia) (* situri importante pentru orhidee), Pseudostepă cu ierburi și specii anuale de Thero-Brachypodietea, Izvoare petrifiante cu formare de travertin (Cratoneurion), Fânețe de joasă altitudine (Alopecurus pratensis, Sanguisorba officinalis).
La baza desemnării sitului se află mai multe specii protejate:
- plante (1): Himantoglossum adriaticum
- păsări (18): caprimulg (Caprimulgus europaeus), cuc (Cuculus canorus), lăstun de casă (Delichon urbicum), șoimul rândunelelor (Falco subbuteo), Hippolais polyglotta, rândunică (Hirundo rustica), sfrâncioc roșiatic (Lanius collurio), ciocârlie de pădure (Lullula arborea), privighetoare (Luscinia megarhynchos), mierlă de piatră (Monticola saxatilis), pietrar sur (Oenanthe oenanthe), grangur (Oriolus oriolus), pitulice de munte (Phylloscopus bonelli), ciocănitoarea verde (Picus viridis), turturică (Streptopelia turtur), huhurez mic (Strix aluco), silvie roșcată (Sylvia cantillans), silvie de câmp (Sylvia communis)
- amfibieni (1): Triturus carnifex
- mamifere (2): lupul (Canis lupus), liliacul mare cu potcoavă (Rhinolophus ferrumequinum)
- nevertebrate (3): fluturele auriu (Euphydryas aurinia), Euplagia quadripunctaria, rădașcă (Lucanus cervus)
- pești (1): Barbus plebejus

Pe lângă speciile protejate, pe teritoriul sitului au mai fost identificate 20 de specii de plante, 3 specii de amfibieni, 8 specii de mamifere, 1 specie de nevertebrate, 5 specii de reptile.